# Pavel Liška

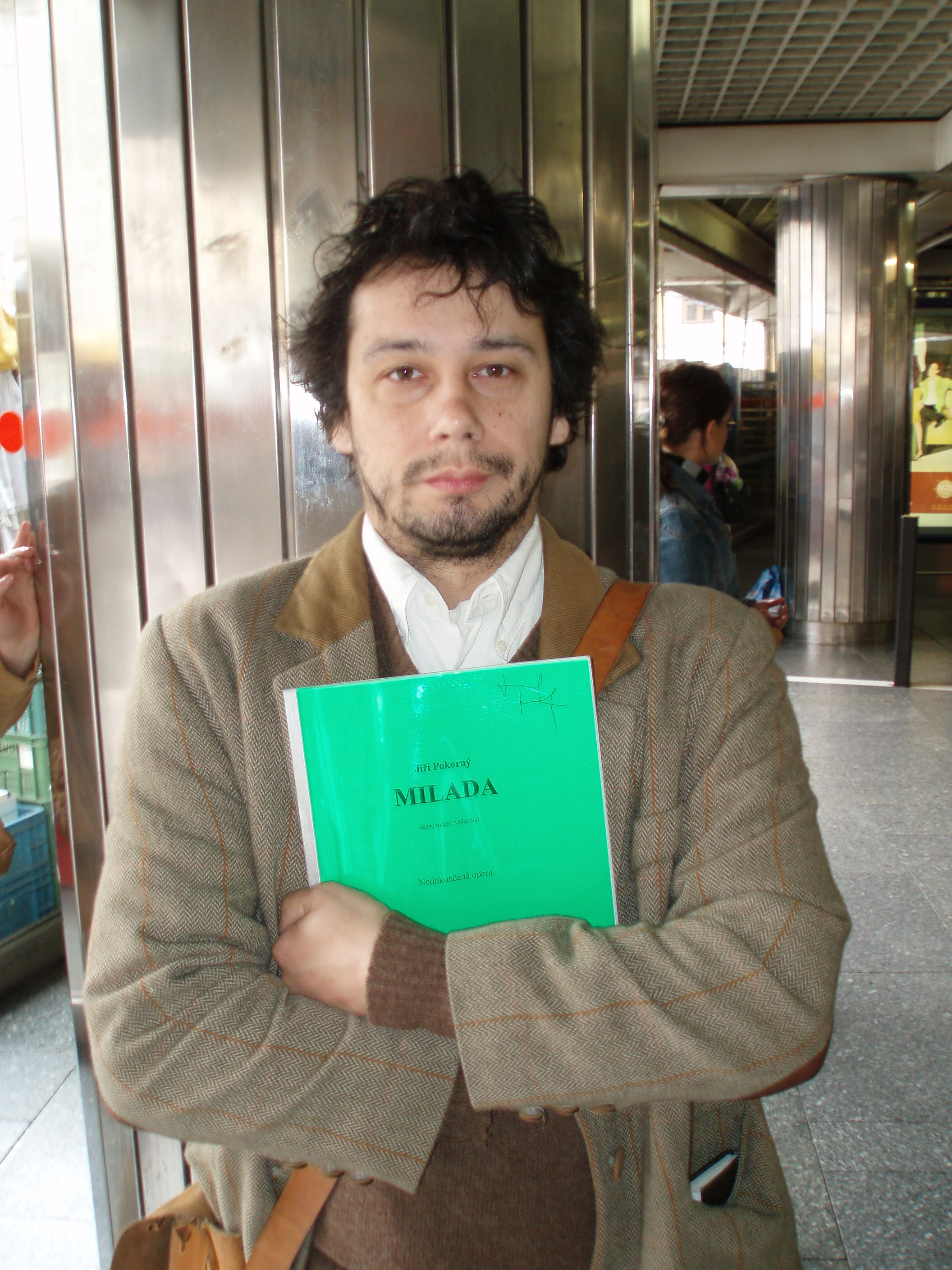
Pavel Liška im Jahr 2007

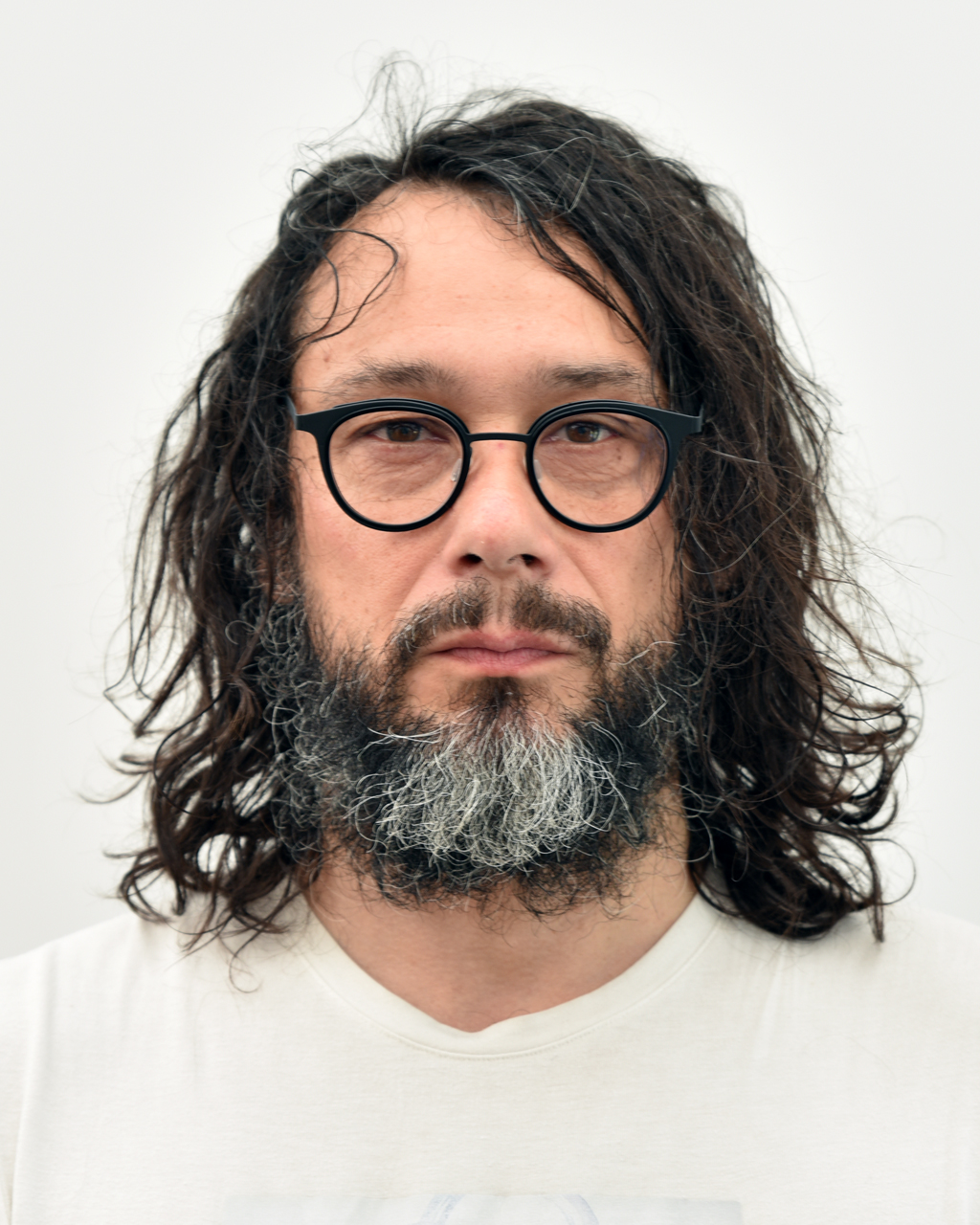
Der Schauspieler im Jahr 2022

Pavel Liška (* 29. Januar 1971 in Liberec, Tschechoslowakei) ist ein tschechischer Theater- und Filmschauspieler.

## Leben
Pavel Liška wurde 1972 in Liberec in Nordböhmen geboren. Er studierte an der Janáček-Akademie (JAMU) in Brünn, wirkte im Brünner HaDivadlo und auch im Tschechischen Nationaltheater. Seit 2003 gehört er zum Ensemble des Prager Theater Na zábradlí. Seine erste Filmrolle war der František in Saša Gedeons Die Rückkehr des Idioten (Návrat idiota).
Pavel Liška wurde insgesamt vier Mal für den Český lev nominiert, drei Mal als Bester Hauptdarsteller, wobei er 2006 für den Film Die Jahreszeit des Glücks (im Original Stestí) ausgezeichnet wurde. Eine Nominierung erhielt er als Bester Nebendarsteller.
Von 2002 bis 2013 war Pavel Liška mit der Schauspielerin Kristýna Boková verheiratet, mit der er eine Tochter hat. Später ging er mit der Schauspielerin und Sängerin Barbora Poláková eine Beziehung ein. Das Paar hat zwei gemeinsame Töchter, die 2015 und 2017 geboren wurden.

## Filmografie
- 1999: Die Rückkehr des Idioten (Návrat idiota)
- 2001: Vyhnání z ráje
- 2001: Wilde Bienen (Divoké včely)
- 2003: Pupendo
- 2003: Sex in Brno (Nuda v Brně)
- 2003: Mazaný Filip
- 2003: Čert ví proč
- 2004: Horem pádem
- 2005: Die Jahreszeit des Glücks (Štěstí)
- 2005: Šílení
- 2006: Účastníci zájezdu
- 2006: Ábelov čierny pes
- 2008: Der Dorflehrer (Venkovský učitel)
- 2008: Der Besucher (Muukalainen)
- 2015: Der Mittsommerkranz (Svatojánský věneček)

## Auszeichnungen
- 2006: Český lev – Bester Hauptdarsteller (in dem Film Die Jahreszeit des Glücks)[5]